# 布瓦特吕当
布瓦特吕当（法語：Boistrudan，法語發音：[bwatʁydɑ̃]）是法国伊勒-维莱讷省的一个市镇，属于雷恩区。

## 地理
布瓦特吕当（47°58'10"N, 1°24'4"W）面积12.8 平方千米，位于法国布列塔尼大區伊勒-维莱讷省，该省份为法国西北部沿海省份，位于布列塔尼半岛东部，北濒大西洋，西接阿摩尔滨海省和莫尔比昂省，南至大西洋卢瓦尔省，西南端接曼恩-卢瓦尔省，东临马耶讷省，东北与芒什省接壤。
与布瓦特吕当接壤的市镇（或旧市镇、城区）包括：埃塞、马尔西耶罗贝尔、穆兰、皮雷-尚塞。

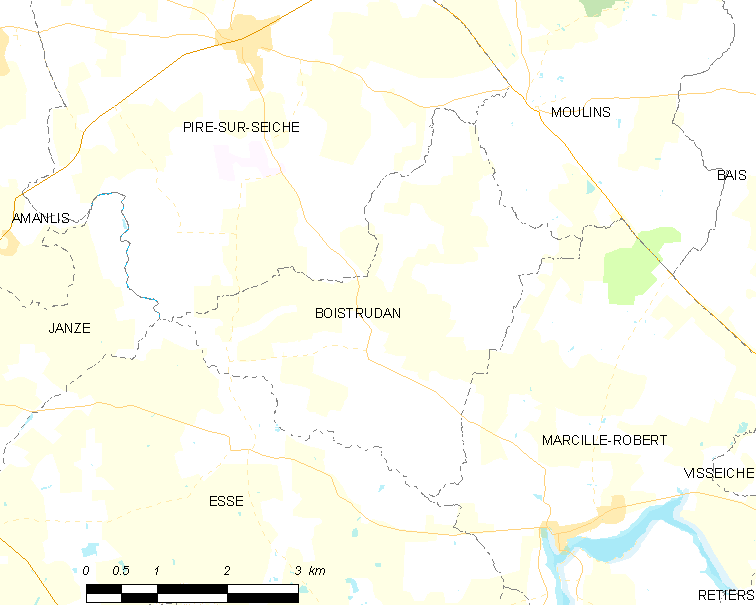
布瓦特吕当的OSM定位图

布瓦特吕当的时区为UTC+01:00、UTC+02:00（夏令时）。

## 行政
布瓦特吕当的邮政编码为35150，INSEE市镇编码为35028。

## 政治
布瓦特吕当所属的省级选区为沙托日龙县。

## 人口

1962-2008年间布瓦特吕当人口变化图示

布瓦特吕当于2022年1月1日时的人口数量为726人。